# Spadella kappae
Espèce
Spadella kappae est une espèce de chaetognathes de la famille des Spadellidae.

## Étymologie
Son nom spécifique, kappae, lui a été donné en hommage à Helga Kapp, pour sa contribution sur les chaetognathes et pour ses précieux conseils face à cette espèce.

## Description
Spadella kappae a un corps mince et allongé. La longueur d'un adulte est de 1,7 à 3,5 mm sans la queue. 50 % du corps total est représenté par la queue. Les yeux se situent dorsalement au centre de la tête. Présence de onze à douze épines de préhension de chaque côté, longues, minces et légèrement courbées. Quand le capuchon couvre la tête, les épines sont parallèles les unes aux autres, avec les épines plus longues dorsalement et les plus courtes ventralement. Quand le capuchon est ouvert, les épines sont réparties. 
La zone ventrale de la tête est structurée par le vestibule, une paire de dents et l'ouverture de la bouche. Il y a trois à quatre dents dans la région antérieure du vestibule, légèrement incurvées vers l'arrière. Le vestibule est séparé en deux régions, une petite antérieure et une plus grande postérieure. Dans la région postérieure, présence de papilles et pores abondants. La couronne ciliaire est en forme de cœur. Le tissu de la collerette est abondant, distinct sur la tête, la région du cou et dans la partie dorsale du tronc. Le ganglion ventral est assez grand, environ 40 à 63 % de la longueur du tronc. L'intestin est droit sans diverticule. Les testicules ne sont pas visibles. Présence d'un unique ovaire qui représente environ 60 % de la longueur du tronc. Il contient quatre gros ovocytes. Les réceptacles séminaux sont présents dans la partie postérieure du tronc, latéraux de l'intestin. Les vésicules séminales sont appariées, ovales et dans le dernier tiers de la queue. Le corps est recouvert de groupes de cils répartis sur l'ensemble des côtés dorsal et latéral du corps. Ventralement, le tronc et la queue contiennent de nombreuses papilles adhésives. Présence de nageoires latérales appariées et d'une nageoire caudale non appariée. 
Les nageoires latérales sont rayonnées finement sur toute la longueur. Elles commencent du septum tronc-queue et continuent ventralement des vésicules séminales jusqu'à fusionner dans la nageoire caudale. La nageoire caudale est arrondie à spatulée et est complètement rayonnée.

## Distribution
Spadella kappae a été découvert en 2011 dans les eaux côtières de Roscoff, à l'ouest de la France, dans la Manche. Les onze spécimens ont été récoltés dans deux sites différents à respectivement 20 m et 70 m de profondeur.

## Publication originale
- (en) Andreas Schmidt-Rhaesa et Vera Vieler, « Spadella kappae, a new small benthic chaetognath (Spadellidae) from Roscoff, France », Cahiers de biologie marine, vol. 59, no 3,‎ 2018, p. 257-265 (ISSN 0007-9723 et 2262-3094, OCLC 1538032 et 812538577, DOI 10.21411/CBM.A.801C4E6C, lire en ligne).